# Goa Velha
Goa Velha (konkani व्हडलें गोंय / Vhoddlem Gõi, portug. 'Stare Goa') – miasto (census town) w Indiach, w stanie Goa, w dystrykcie North Goa. 

## Geografia
Miejscowość położona 12 km na południowy wschód od Panaji i 22 km na północ od Margão,stolicy dystryktu South Goa. 

## Historia
Goa Velha usytuowane jest w miejscu dawnego portu Govapuri (Gokapattana), założonego w XI wieku przez dynastię Kadamba nad brzegiem rzeki Zuari. Govapuri był jednym z ważniejszych portów, najpierw w czasach dynastii Kadamba, a następnie Królestwa Widźajanagaru. W XV wieku w efekcie licznych wojen pomiędzy Widźajanagaru a sułtanatami dekańskimi region Goa znalazł się pod zwierzchnictwem Sułtanatu Bijapuru. Samo Govapuri zostało zniszczone w wyniku działań wojennych. Ponadto w efekcie zamulania rzeka Zuari zaczęła oddalać się od portu. W związku z tym władcy Bijapuru postanowili wybudować nowy port ok. 7 km na północ od dotychczasowego nad brzegiem rzeki Mandovi (Mandowi). W czasach portugalskiego imperium kolonialnego w Goa (1510-1962) port nad Mandowi stał się stolicą Indii Portugalskich pod nazwą Goa, zaś dawne Govapuri, egzystujące jako miasto, nazwano Starym Goa (portug. Velha Goa). Po przeniesieniu centrum administracyjnego do Pangim (dziś Panaji) także "nowe" Goa stało się "Starym". Goa Velha znajdowało pod portugalskim zwierzchnictwem do 1961 r., kiedy to z całym regionem Goa zostało włączone do Indii.